# Dendrobium bandaense
Dendrobium bandaense är en orkidéart som beskrevs av Rudolf Schlechter. Dendrobium bandaense ingår i släktet Dendrobium, och familjen orkidéer. Inga underarter finns listade i Catalogue of Life.